# Кот, который гулял сам по себе
«Кот, который гулял сам по себе» — советский рисованный мультипликационный фильм режиссёра Александры Снежко-Блоцкой, снятый в 1968 году по сказке Редьярда Киплинга «Кошка, которая гуляла сама по себе».
«Кот, который гулял сам по себе» — не единственный советский мультфильм по этой сказке Киплинга. В 1988 году также на киностудии «Союзмультфильм» был снят полнометражный кукольный мультфильм «Кошка, которая гуляла сама по себе».

## Сюжет
Сказка о том, как в далёкую пору Женщина одомашнила Мужчину и впервые приручила диких зверей. Дикий Пёс стал первым другом человека, дикий Конь — первым слугой человека, а дикая Корова — подательницей доброй еды. Только Кота, самого дикого из зверей, ей не удалось приручить. Коту очень хотелось попробовать тёплого молока, но Женщине больше не нужны были ни друзья, ни слуги. Тогда Кот сказал Женщине то, чего ей ещё никто не говорил — что она очень красивая. Женщина заключила с Котом договор, что если она похвалит его трижды, то он сможет входить в пещеру, когда захочется, греться у костра и пить молоко три раза в день до скончания века. Кот ушёл восвояси и вернулся, когда в пещере родился ребёнок. Он рассмешил его, усыпил мурлыканием, а потом поймал мышку, и за это Женщина трижды похвалила его.
Мужчина, узнав о Коте, заключил с ним свой договор, гласивший, что если Кот будет плохо ловить мышей или в плохую минуту попадётся ему под руку, он запустит в него своими сапогами, и так начнут поступать вслед за ним все «настоящие» мужчины. Охотясь ночью за мышкой, Кот случайно разбудил Мужчину, и тот выполнил своё обещание, швырнув в него сапог, а Пёс загнал Кота на дерево.
Мужчина попросил жену принести сапоги, позвать Пса и успокоить ребёнка. Женщина выполняет его просьбу, и Кот, разговаривая с летучей мышью, делает вывод, что Женщина вовсе не так умна, как казалась: «Сегодня я подвернулся ему под руку, а если завтра подвернётся она?..».

## Создатели
- сценарий — Николай Эрдман
- режиссёр — Александра Снежко-Блоцкая
- художник-постановщик — Александр Трусов
- композитор — Виталий Гевиксман
- оператор — Екатерина Ризо
- звукооператор — Борис Фильчиков
- редактор — Зинаида Павлова
- художники-мультипликаторы: Виктор Шевков, Рената Миренкова, Борис Бутаков, Светлана Жутовская, Виолетта Колесникова, Леонид Каюков, Елизавета Комова, Владимир Крумин, Ольга Орлова
- художники-декораторы: Елена Танненберг, Ирина Светлица
- роли озвучивали:
  - Борис Рунге — Кот
  - Ирина Карташёва — Женщина
  - Михаил Погоржельский — Мужчина
  - Александр Граве — Конь
  - Юрий Медведев — Пёс
  - Тамара Дмитриева — Летучая мышь / ребёнок
- от автора — Алексей Консовский
- директор картины — Анна Зорина